# Striatum

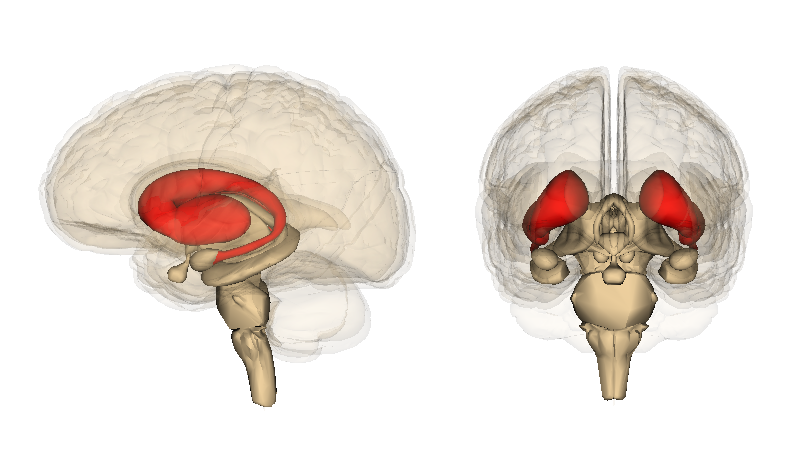

Striatum eller strimmiga kroppen (latin neostriatum) är en subcortical (inuti) del av storhjärnan och finns i båda hjärnhalvorna. Det är den stora införselstationen för de basala ganglierna. Tillsammans med globus pallidus utgör striatum corpus striatum.
Anatomiskt består striatum av nucleus caudatus och putamen. Hos fåglar finns också det högre vokalcentret här, som ger dem instinkten att sjunga. Den utgörs av strimmig grå och vit hjärnsubstans.